# Usine Stellantis de Jeppener

Le site industriel Stellantis de Jeppener est une usine de mécanique automobile du groupe Stellantis (anciennement PSA Peugeot Citroën) en Argentine créé en 1949, intégrée à PSA depuis 1998.
Jeppener est un village à 80 km de Buenos Aires dont l'usine possède en 2010 13 lignes d’usinage (Pompe à Huile – Disques – Tambour – Bras Support T3/1 – Bras Support M49 – Pivot – Embout – Pièces aluminium – Volant Moteur – Moyeux de Roue aluminium– Carters et culasses TU3 – Peinture Disques – Peinture Tambour) et 6 lignes de montage (Moteur DW8/10 - Moteur EW10 - GRD TT- GRT M49 – GRT T3 – Amortisseur). Les moteurs et suspensions produites à Jeppener sont destinées aux véhicules Peugeot 206, 207, 307, 307 Sedan, Partner et les Citroën C4, C4 Sedan, Berlingo, Xsara Picasso et C3 des usines de Buenos Aires, en Argentine et à Porto Real, au Brésil.

## Sources
1. ↑  « Argentine : Jeppener », PSA Peugeot Citroën, 16 février 2010 (consulté le 29 mai 2010)